# Biathlon agli XI Giochi olimpici invernali - 20 km maschile
La gara individuale in programma del biathlon agli XI Giochi olimpici invernali, si svolse il giorno 9 febbraio 1972 al Makomanai Park di Sapporo, sulla distanza di 20 Km.

## La gara
Originariamente programmata per il giorno 8 febbraio, dopo che 35 sciatori avevano già iniziato la gara, la prova è stata annullata a causa di una tempesta di neve, che ha reso le condizioni di tiro quasi impossibili, ed è stata riprogrammata per il giorno successivo.
Tra i favoriti il sovietico Aleksandr Tikhonov che dominò la specialita dalla medaglia d'argento alle Olimpiadi di Grenoble 1968, vincendo l'oro individuale dei campionati mondiali nel 1969 e 1970, l'argento nel 1971, ed è stato anche membro della vincente staffetta sovietica per tutti e tre gli anni. Secondo favorito era il norvegese Magnar Solberg, campione uscente nel 1968,  e bronzi individuali nei Campionati del Mondo nel 1969 e 1971, e argento con la staffetta norvegese nel 1969, 1970 e 1971.
Dopo la prima sessione di tiro Solberg era in testa senza errori, 22” davanti allo svedese Lars-Göran Arwidson, enel terzo Yrjö Salpakari della Finlandia, 10” dietro Arwidson. Il favorito Tikhonov aveva tre minuti di penalità ed era molto in ritardo. Dopo la seconda sessione di tiro, Arwidson ha preso un buon vantaggio ancora senza errori al tiro. Una grande sorpresa è stata l'italiano di 27 anni, Willy Bertin, che aveva iniziato con una penalità, ma ha eseguito una ripresa di tiro senza errori raggiungendo la seconda posizione, 49” dietro Arwidson, seguito da Salkapari. Solberg prese un minuto di penalità e scese al settimo posto, 1’35” dietro al leader. Dopo la terza sessione di tiro, la situazione cambiò Bertin ottenne un’altra ripresa senza errori e passò al comando, a 32” dal tedesco dell’est Hansjörg Knauthe, che ottenne un minuto di penalità dal primo turno di tiro, ma da allora era salito costantemente in classifica. Salkapari era ancora in terza posizione, seguito da vicino da Solberg, passando dal settimo posto al quarto nonostante un minuto di penalità aggiuntivo. Arwidson ha avuto due minuti di penalità ed è sceso dal primo al quinto, ma solo 11” secondi dietro la posizione del bronzo.
Alla ultima sessione di tiro Bertin ottenne quattro minuti di penalità ed uscì dalla contesa per le medaglie. Sia Solberg, Knauthe, Arwidson e Salpakari furono perfetti al tiro, ma Solberg era lo sciatore più veloce e aveva un vantaggio di 7”su Knauthe. Arvidsson e Salpakari erano indietro di 35” e 45” secondi, senza possibilità di oro. Al traguardo Solberg ha esteso il suo vantaggio su Knauthe a 12” e ha vinto la sua seconda medaglia d'oro olimpica, dominando la ara come lo era stato nel 1968. Arwidson è stato in grado di difendere la sua medaglia di bronzo, davanti al veloce Tikhonov, che ha superato Salpakari in le fasi finali della gara. Il finlandese Esko Saira è stato lo sciatore più veloce della giornata, ma ha dovuto accontentarsi del sesto posto a causa di cinque penalità. 

## Classifica Finale
Quattro riprese di tiro. Il bersaglio aveva due cerchi, uno interno e uno esterno. I centri al di fuori del cerchio esterno attribuivano una penalità di due minuti. I centri tra i due cerchi comportavano una penalità di un minuto.
| Pos.    | Atleta               | Nazione          | Tempo      | Errori al tiro | Errori al tiro | Errori al tiro | Errori al tiro | Errori al tiro | Tempo + Penalità |
| Pos.    | Atleta               | Nazione          | Tempo      | I              | II             | III            | IV             | Totale         | Tempo + Penalità |
| ------- | -------------------- | ---------------- | ---------- | -------------- | -------------- | -------------- | -------------- | -------------- | ---------------- |
| Oro     | Magnar Solberg       | Norvegia         | 1:13'55"50 | 0              | 1              | 1              | 0              | 2              | 1:15'55"50       |
| Argento | Hansjörg Knauthe     | Germania Est     | 1:15'07"60 | 1              | 0              | 0              | 0              | 1              | 1:16'07"60       |
| Bronzo  | Lars-Göran Arwidson  | Svezia           | 1:14'27"03 | 0              | 0              | 2              | 0              | 2              | 1:16'27"03       |
| 4       | Aleksandr Tikhonov   | Unione Sovietica | 1:12'48"65 | 3              | 1              | 0              | 0              | 4              | 1:16'48"65       |
| 5       | Yrjö Salpakari       | Finlandia        | 1:14'51"43 | 0              | 1              | 1              | 0              | 2              | 1:16'51"43       |
| 6       | Esko Saira           | Finlandia        | 1:12'34"80 | 2              | 1              | 1              | 1              | 5              | 1:17'34"80       |
| 7       | Viktor Mamatov       | Unione Sovietica | 1:16'16"26 | 1              | 1              | 0              | 0              | 2              | 1:18'16"26       |
| 8       | Tor Svendsberget     | Norvegia         | 1:15'26"54 | 0              | 1              | 1              | 1              | 3              | 1:18'26"54       |
| 9       | Aleksander Klima     | Polonia          | 1:17'00"86 | 1              | 0              | 0              | 1              | 2              | 1:19'00"86       |
| 10      | Daniel Claudon       | Francia          | 1:18'14"67 | 0              | 1              | 0              | 0              | 1              | 1:19'14"67       |
| 11      | Keith Oliver         | Gran Bretagna    | 1:17'40"31 | 0              | 0              | 1              | 2              | 3              | 1:20'40"31       |
| 12      | Ivan Biakov          | Unione Sovietica | 1:17'42"78 | 0              | 2              | 1              | 0              | 3              | 1:20'42"78       |
| 13      | Dieter Speer         | Germania Est     | 1:13'43"63 | 1              | 1              | 1              | 4              | 7              | 1:20'43"63       |
| 14      | Peter Karns          | Stati Uniti      | 1:18'59"67 | 0              | 0              | 0              | 2              | 2              | 1:20'59"67       |
| 15      | Günter Bartnik       | Germania Est     | 1:16'01"73 | 1              | 1              | 1              | 2              | 5              | 1:21'01"73       |
| 16      | Willy Bertin         | Italia           | 1:16'03"04 | 1              | 0              | 0              | 4              | 5              | 1:21'03"04       |
| 17      | Miki Shibuya         | Giappone         | 1:16'57"27 | 1              | 1              | 0              | 3              | 5              | 1:21'57"27       |
| 18      | Kåre Hovda           | Norvegia         | 1:16'20"37 | 1              | 2              | 1              | 2              | 6              | 1:22'20"37       |
| 19      | Rinnat Safin         | Unione Sovietica | 1:15'22"59 | 3              | 2              | 1              | 1              | 7              | 1:22'22"59       |
| 20      | Horst Koschka        | Germania Est     | 1:17'24"58 | 0              | 3              | 0              | 2              | 5              | 1:22'24"58       |
| 21      | Holmfrid Olsson      | Svezia           | 1:19'28"78 | 0              | 0              | 1              | 2              | 3              | 1:22'28"78       |
| 22      | Giovanni Astegiano   | Italia           | 1:16'45"90 | 3              | 1              | 1              | 1              | 6              | 1:22'45"90       |
| 23      | Shozo Sasaki         | Giappone         | 1:18'05"54 | 1              | 3              | 1              | 0              | 5              | 1:23'05"54       |
| 24      | Dennis Donahue       | Stati Uniti      | 1:19'20"39 | 1              | 0              | 3              | 0              | 4              | 1:23'20"39       |
| 25      | Isao Ono             | Giappone         | 1:16'26"83 | 5              | 0              | 0              | 2              | 7              | 1:23'26"83       |
| 26      | Jeffrey Stevens      | Gran Bretagna    | 1:19'28"95 | 0              | 2              | 1              | 1              | 4              | 1:23'28"95       |
| 27      | Mauri Röppänen       | Finlandia        | 1:16'45"88 | 1              | 2              | 2              | 2              | 7              | 1:23'45"88       |
| 28      | Victor Fontana       | Romania          | 1:19'17"85 | 0              | 2              | 3              | 0              | 5              | 1:24'17"85       |
| 29      | Ragnar Tveiten       | Norvegia         | 1:17'19"91 | 2              | 3              | 0              | 2              | 7              | 1:24'19"91       |
| 30      | Juhani Suutarinen    | Finlandia        | 1:14'25"99 | 2              | 2              | 0              | 6              | 10             | 1:24'25"99       |
| 31      | Pierantonio Clementi | Italia           | 1:19'28"74 | 3              | 1              | 0              | 2              | 6              | 1:25'28"74       |
| 32      | Vilmoş Gheorghe      | Romania          | 1:17'52"27 | 2              | 5              | 0              | 1              | 8              | 1:25'52"27       |
| 33      | Andrzej Rapacz       | Polonia          | 1:17'21"02 | 2              | 4              | 0              | 3              | 9              | 1:26'21"02       |
| 34      | Nicolae Veştea       | Romania          | 1:21'08"21 | 0              | 1              | 1              | 4              | 6              | 1:27'08"21       |
| 35      | Józef Stopka         | Polonia          | 1:19'18"66 | 2              | 2              | 1              | 3              | 8              | 1:27'18"66       |
| 36      | Ladislav Žižka       | Cecoslovacchia   | 1:16'36"81 | 6              | 1              | 1              | 3              | 11             | 1:27'36"81       |
| 37      | René Arpin           | Francia          | 1:19'52"64 | 1              | 3              | 1              | 3              | 8              | 1:27'52"64       |
| 38      | Kazuo Sasakubo       | Giappone         | 1:19'07"43 | 3              | 4              | 1              | 1              | 9              | 1:28'07"43       |
| 39      | Arnošt Hájek         | Cecoslovacchia   | 1:19'22"37 | 3              | 3              | 2              | 1              | 9              | 1:28'22"37       |
| 40      | Lino Jordan          | Italia           | 1:16'26"09 | 2              | 3              | 2              | 5              | 12             | 1:28'26"09       |
| 41      | Terry Morse          | Stati Uniti      | 1:21'40"14 | 1              | 1              | 4              | 1              | 7              | 1:28'40"14       |
| 42      | Olle Petrusson       | Svezia           | 1:16'40"58 | 2              | 0              | 5              | 5              | 12             | 1:28'40"58       |
| 43      | Alan Notley          | Gran Bretagna    | 1:21'48"72 | 1              | 2              | 4              | 0              | 7              | 1:28'48"72       |
| 44      | Stanislav Fajstavr   | Cecoslovacchia   | 1:19'53"33 | 3              | 1              | 3              | 2              | 9              | 1:28'53"33       |
| 45      | Jay Bowerman         | Stati Uniti      | 1:22'13"71 | 1              | 3              | 1              | 2              | 7              | 1:29'13"71       |
| 46      | Josef Niedermeier    | Germania Ovest   | 1:21'26"44 | 2              | 0              | 3              | 3              | 8              | 1:29'26"44       |
| 47      | Pavel Ploc           | Cecoslovacchia   | 1:18'38"79 | 1              | 6              | 0              | 4              | 11             | 1:29'38"79       |
| 48      | Andrzej Fiedor       | Polonia          | 1:19'17"25 | 3              | 4              | 3              | 1              | 11             | 1:30'17"25       |
| 49      | Torsten Wadman       | Svezia           | 1:17'17"56 | 2              | 2              | 5              | 4              | 13             | 1:30'17"56       |
| 50      | Theo Merkel          | Germania Ovest   | 1:19'58"17 | 2              | 3              | 2              | 4              | 11             | 1:30'58"17       |
| 51      | Aimé Gruet-Masson    | Francia          | 1:18'44"41 | 2              | 6              | 4              | 3              | 15             | 1:33'44"41       |
| 52      | Constantin Carabela  | Romania          | 1:22'45"95 | 3              | 5              | 0              | 3              | 11             | 1:33'45"95       |
| 53      | Malcolm Hirst        | Gran Bretagna    | 1:20'55"59 | 0              | 6              | 4              | 4              | 14             | 1:34'55"59       |
| -       | Paul Chassagne       | Francia          | DNF        | DNF            | DNF            | DNF            | DNF            | DNF            | DNF              |